# Dance with Devils
Dance with Devils est une série télévisée d'animation japonaise réalisée au sein du studio Brain's Base par Ai Yoshimura, diffusée entre octobre et décembre 2015 sur Tokyo MX au Japon et en simulcast sur Anime Digital Network et en DVD chez Kazé dans les pays francophones. Un manga par Samako Natsu est publié depuis septembre 2015.

## Synopsis
Ritsuka Tachibana est une jeune fille de 16 ans qui est prise en plein milieu d'un conflit entre démons et vampires. Les deux clans pensent qu'elle est la clé pour découvrir où se cache le "Grimoire Interdit", un puissant livre de magie qui donnerait à celui qui l'obtient le pouvoir de contrôler le monde.

## Personnages
Ritsuka Tachibana (立華 リツカ, Tachibana Ritsuka)
Voix japonaise : Himika Akaneya
Ritsuka Tachibana est une jeune fille douce et gentille. Sa vie était tranquille jusqu'au jour où, en revenant du lycée, elle fut victime d'un cambriolage et sa mère fut enlevée. Grâce à Rem Kaginuki, qui l'a sauvée lorsqu'elle fut attaquée par  les cambrioleurs en question, ils trouvèrent plusieurs pistes pouvant les mener vers sa mère. Ritsuka détient en elle le fameux Grimoire Défendu mais elle ne le sait pas et si elle le donne ou se le fait voler, elle mourra. Elle apprendra que Rem ne fait que se servir d'elle , comme un pion. Plus tard, elle apprend, par les vampires, qu'elle est la fille du grand seigneur démon, Maxis et par conséquent qu'elle est un démon. Depuis l'épisode 8, ses sentiments pour Rem deviennent plus fort.
Rem Kaginuki (鉤貫 レム, Kaginuki Remu)
Voix japonaise : Sōma Saitō
Rem Kaginuki est le président du conseil des élèves et l'héritier des Aarond. Il est très sérieux mais quand il s'agit de Ritsuka, il peut se montrer gentil, à sa manière. D'ailleurs, on pourra constater des sentiments pour Ritsuka. Il utilise sa magie en chantant, mais pas forcément. Dans le dernier épisode, il demande à Ritsuka de venir avec elle chez les démons, ce qu'elle refusa pour ne pas quitter sa famille. Il lui donne la couronne qu'il a obtenu lors du bal comme gage d'amour éternel et il lui a promis qu'il viendrait un jour la chercher.
Lindo Tachibana (立華 リンド, Tachibana Rindo)
Voix japonaise : Wataru Hatano
Lindo Tachibana est le frère de Ritsuka. Parti en Angleterre pour ses études, il revint lorsqu'il apprit, par sa sœur, que sa mère fut enlevée. Par la suite des événements, on apprendra qu'il serait en fait un exorciste et qu'il voudrait coûte que coûte protéger Ritsuka par tous les moyens, même au prix de sa vie. Puis, on apprendra qu'il est aussi un vampire et qu'il n'est donc pas le frère de Ritsuka, et qu'il l'a protégée non pas parce qu'ils sont frère et sœur mais parce qu'il l'aime. Il est le fils du roi des vampires, Nesta, et de Marta, la sœur de Maria, la mère de Ritsuka. Lindo est donc le cousin de Ritsuka.
Urie Sogami (楚神 ウリエ, Sogami Urie)
Voix japonaise : Takashi Kondō
Urie Sogami est plutôt charmeur, il aime voir des filles autour de lui et aimerait que ce soit de même pour Ritsuka. Il essaya à plusieurs reprises de l'envoûter, avec sa magie, mais rien ne se fit car au moment où il pouvait faire d'elle ce qu'il voulait, elle reprenait ses esprits et cela à cause de son pendentif.
Mage Nanashiro (南那城 メイジ, Nanashiro Meiji)
Voix japonaise : Subaru Kimura
Mage Nanashiro aime montrer qu'il est supérieur et déteste ne pas avoir ce qu'il veut, surtout lorsqu'il s'agit de Ritsuka. Il déteste très particulièrement Urie Sogami. Dès qu'il pense à Ritsuka, il ne peut s'empêcher d'être doux mais dès que quelqu'un lui veut du mal, il entre dans une colère noire.
Shiki Natsumezaka (棗坂 シキ, Natsumezaka Shiki)
Voix japonaise : Daisuke Hirakawa
Shiki Natsumezaka n'est pas un démon mais un ange déchu, c'est-à-dire qu'il a été chassé du paradis. Il est vraiment glauque et est très agressif lorsqu'on lui refuse quelque chose, même si c'est Ritsuka. Il peut se montrer très violent. Du fait qu'il est du sang angélique, les pouvoirs des exorcistes sont inefficaces sur lui. C'est un grand sadique et il aime torturer Roen quand il est dans sa transformation canine.
Maria Tachibana (立華 マリア, Tachibana Maria)
Maria Tachibana est la mère de Ritsuka. C'est elle qui a fait le pendentif que garde Ritsuka, qui empêche démons ou vampires de sentir le parfum du Grimoire Défendu.
Azuna Kuzuha (葛葉 アズナ, Kuzuha Azuna)
Azuna Kuzuha est la meilleure amie de Ritsuka. Elle est au courant de ce qui se passe chez la famille Tachibana car elle aussi, comme Lindo, est une exorciste. En essayant de protéger Ritsuka, elle meurt à la fin de l'épisode 8 quand les vampires ont trouvé Ritsuka.
Roen (ローエン, Rōen)
Voix japonaise : Tatsuhisa Suzuki
Roen est Cerbère, le gardien des enfers, mais est aussi le serviteur des démons (Rem, Urie, Shiki et Mage). La plupart du temps, on le voit sous sa forme de petit chien. Sous le rôle du serviteur des membres du Conseil, il est en cherche du Grimoire Défendu afin de le donner au seigneur Maxis pour qu'il retrouve sa puissance d'antan et redevenir le maître des démons.
Jek (ジェキ, Jeki)
Voix japonaise : Yuuto Suzuki
Jek est le bras droit du roi des vampires. C'est lui qui a enlevé Maria et qui dévoile à Ritsuka qu'elle est la fille de Maxis. Il mourra tué par Lindo en le combattant.

## Anime
L'animé Dance with Devils est réalisé au sein du studio Brain's Base par Ai Yoshimura, avec un scénario de Tomoko Konparu et des compositions d'Elements Garden. Il est diffusé depuis le 7 octobre 2015 sur Tokyo MX au Japon et en simulcast sur Anime Digital Network dans les pays francophones.

### Liste des épisodes
| No | Titre en français                              | Titre original                                             | Date de 1re diffusion |
| -- | ---------------------------------------------- | ---------------------------------------------------------- | --------------------- |
| 1  | Le Quadrille du tabou et de la dépravation     | 倒錯と禁断のカドリール Tōsaku to kindan no kadorīru        | 7 octobre 2015        |
| 2  | Le Jitterburg de l'hésitation et du mystère    | 迷いと秘密のジルバ Mayoi to himitsu no jiruba              | 14 octobre 2015       |
| 3  | Le Tango de la passion et de la tentation      | 情熱と誘惑のタンゴ Jōnetsu to yūwaku no tango              | 21 octobre 2015       |
| 4  | Le Boléro de la solitude et de la mélancolie   | 孤独と哀愁のボレロ Kodoku to aishū no borero               | 28 octobre 2015       |
| 5  | Le Breakdance de la vanité et des pulsions     | 独尊と衝迫のブレーキン Dokuzon to shōhaku no burēkin       | 4 novembre 2015       |
| 6  | La Farandole des souvenirs et de la confusion  | 追想と迷宮のファランドール Tsuisō to meikyū no farandōru   | 11 novembre 2015      |
| 7  | Le Pas De Deux des illusions et de l'innocence | 幻想と純真のパ・ド・ドゥ Gensō to junshin no pa do du      | 18 novembre 2015      |
| 8  | La Valse éphémère                              | 仮初のワルツ Karisome no warutsu                           | 25 novembre 2015      |
| 9  | Le Haka du secret et de l'hypocrisie           | 秘め事と裏腹のウォークライ Himegoto to urahara no wō kurai | 2 décembre 2015       |
| 10 | La Tarentelle du désir et du mensonge          | 欲望と偽りのタランテラ Yokubō to itsuwari no tarantera     | 9 décembre 2015       |
| 11 | La Samba du rouge et du noir                   | 漆黒と紅蓮のサンバ Shikkoku to guren no sanba              | 16 décembre 2015      |
| 12 | Le bal Viennois de la fin et du commencement   | 終わりと始まりのオーパンバル Owari to hajimari no ōpanbaru | 23 décembre 2015      |

## Manga
Dance with Devils - Blight raconte une histoire différente de celle de l'animé et se concentre sur le personnage de Shiki Natsumezaka

## Jeu vidéo
Un jeu vidéo sur PsVita, développé par Rejet est sortie le 24 mars 2016. Une suite intitulé Dance with Devils - my Carol est ensuite apparu faisant office de contenu additionnel au 1er jeux.
L'animé est actuellement disponible sur ADN